# 무정부 상태 (국제 관계)
국제 관계론에서 무정부 상태는 국가 간 분쟁을 해결하고 법을 집행하거나 국제 정치 체제를 질서화할 수 있는 위계적으로 우월하고 강압적인 권력이 없다는 것을 가리킨다. 국제 관계에서 무정부 상태는 국제 관계 이론의 출발점으로 널리 받아 들여지고 있다.
국제 관계학에서는 일반적으로 "무정부 상태"를 혼돈, 무질서 또는 갈등의 세계를 의미하는 것으로 이해하지 않다. 오히려 무정부 상태의 국제 시스템에서 국가 간의 질서 있는 관계가 가능하다. 무정부을 위한 기초를 제공 현실주의, 자유주의, 신혈실주의, 그리고 신자유 주의적 국제 관계의 패러다임. 구성주의 이론은 무정부 상태가 국제 시스템의 기본 조건이라고 주장한다. 구성주의 학자 알렉산더 웬트는 "국가가 무정부 상태를 만드는 것 "이라고 주장했다.
국제 관계 이론의 세 가지 고전적인 사상 학파와 그 신파 (실재 주의, 신현실주의, 자유주의, 신자유주의 및 구성주의 )는 세계 시스템이 무정부적이라는 데 동의하지만 국가가 어떻게 해야 하고 어떻게 해야 하는지에 대한 설명은 다르다.
국제 관계에 대한 현실주의 이론은 국가가 국제 정치의 주요 권력자라고 주장한다. 현실주의자들은 "자조" 교리를 가정하여 무정부적 세계 시스템에 대응하며, 자신 외에는 그 누구도 안보를 의지할 수 있다고 믿다. 그들은 무정부적 체제에서 국가 행동의 기본 동기는 생존이며 상대적인 관점에서 본다. 한 국가의 안보 증가는 필연적으로 다른 국가의 안보 감소로 이어진다는 주장. 따라서 국가는 다른 국가가 그들보다 더 많은 권력을 가질 수 있거나 더 많은 권력을 얻으려고 계획하고 있으므로 동일한 일을 하도록 강요받아 경쟁과 균형을 이끈다는 사실을 지속적으로 고려해야 한다.
무정부 상태로 인한 자조의 현실주의적 개념은 구조적 현실주의 또는 신 현실주의의 기초이기도 하다. Neorealists는 국제 정치의 중요한 주제의 많은 부분이 국제 시스템의 구조와 그 중심 특징인 무정부 상태로 설명될 수 있다고 믿기 때문에 종종 구조주의자들이라고 한다. 니콜로 마키아벨리와 한스 모건소와 같은 고전적 현실주의자는 권력 정치를 주로 인간의 본성으로 돌린 반면, 신현실주의자는 무정부 상태를 강조한다.
현실주의와 자유주의는 모두 국제 체제가 무정부적이며 이기적 국가가 두 이론의 출발점이라는 데 동의한다. 그러나 현실주의와 달리 자유주의 이론은 국제 기구가 국가 간 협력에 대한 무정부 상태의 제약 효과를 완화할 수 있다고 주장한다. 여기서 두 이론이 갈라진다.
자유주의 이론은 국제 시스템이 무정부 상태임을 인정하지만 이 무정부 상태는 다양한 도구, 가장 중요한 것은 자유 민주화, 자유 경제 상호 의존 및 자유 제도주의로 규제될 수 있다고 주장한다. 기본적인 자유주의 목표는 완전히 상호 의존적인 세계이다. 자유주의 이론은 자유 무역의 존재와 확산이 갈등의 가능성을 감소시킨다고 주장한다. “경제적으로 상호 의존적인 국가는 갈등이 무역과 외국인 투자를 방해하여 상대방에게 비용을 초래할 것이라는 두려움 때문에 군사적 분쟁에 연루되기를 주저하기 때문이다.” 자유주의 이론은 민간 경제 주체가 상품과 자본의 광범위한 교환을 유지하는 국가와 전쟁을 하는 것은 국가의 이익이 아니라고 주장한다.
신자유주의는 자유주의의 정치 이데올로기를 구현하는 과정으로 제도가 "국가 간 협력에 대한 무정부 상태의 억제 효과를 완화할 수 없다"는 신자유주의적 주장에 맞서려고 한다. 신자유주의는 무정부 상태의 국가 시스템에서도 규범, 체제 및 제도의 구축을 통해 협력이 나타날 수 있다고 주장한다. 신자유주의 사상은 국제체제의 무정부적 성격의 “중요성과 효과”가 과장되었다고 주장하며, 민족국가는 국가에 대한 상대적 이득보다 절대적 이득에 최우선적으로 관심을 갖거나 최소한 관심을 가져야 한다고 주장한다.

무정부주의의 개념이 현실주의, 자유주의, 신자유주의, 신자유주의 국제관계 이론의 기초인 반면, 구성주의 이론은 무정부가 국제체제의 근본적인 조건이라고 주장한다. 알렉산더 웬트는 종종 "무정부 상태는 국가가 만드는 것"이라고 썼다. 다시 말해서, 무정부 상태는 정보검색 이론의 다른 학파가 구상하는 방식으로 국제 시스템에 내재되어 있는 것이 아니라 오히려 시스템에서 국가의 구성물이다. 구성주의 사상의 핵심은 신자유주의와 신자유주의의 가정과 달리 국제 관계의 많은 핵심 측면이 내재적이기보다는 사회적으로 구성되어 있다는 생각이다(사회적 실천과 상호 작용의 지속적인 과정에 의해 형식이 부여됨). 웬트는 구성주의의 두 가지 기본 교리를 다음과 같이 나열한다.
- 인간 연합의 구조는 주로 물질적 힘보다는 공유된 아이디어에 의해 결정된다.
- 목적적 행위자의 정체성과 이해관계는 자연이 부여한 것이 아니라 이러한 공유된 생각에 의해 구성된다[8]

## 같이 보기
- 국제법
- 권력정치